# Ось (роман)
«Ось» (англ. Axis) — научно-фантастический роман канадского писателя-фантаста Роберта Чарльза Уилсона, изданный в 2007 году. Является продолжением романа «Спин» из одноимённой трилогии. Третья книга серии, «Вихрь», была опубликована в июле 2011 года.

## Сюжет
События романа происходят на новой планете, путь на которую был открыт в конце «Спина» через гигантскую Арку, которая возвышается на сотни миль над Индийским океаном. С тех пор прошло примерно тридцать лет, люди колонизировали этот новый мир, в первую очередь разрабатывая крупные месторождения нефти в пустыне на западе материка Экватория.
Лиза Адамс, молодая женщина, пытается раскрыть тайну исчезновения её отца двенадцать лет назад. Турк Файндли является бывшим моряком, а ныне работает пилотом, совершая чартерные рейсы на небольшом самолёте. Лиза объединяется с Турком в поисках отца, так как тот знаком с некоторыми из местных Четвёртыми, которые явно имеют отношение к тому таинственному исчезновению. В это время на планете происходит загадочное явление — выпадение по всей Экватории космической пыли, в которой попадаются останки механизмов Гипотетиков. Из-за этого казавшийся ранее гостеприимным мир становится чужеродным, так как природа этого явления неизвестна.
Группа Четвёртых с Земли во главе с доктором Аврамом Двали живёт в экваторианской пустыне, когда начинается выпадение пыли. Двенадцать лет назад они создали ребёнка по имени Айзек, которому ещё в утробе ввели марсианские генетические модификаторы (от которых погиб Джейсон Лоутон), позволяющие связаться с Гипотетиками. За этой группой охотится Управление генетической безопасности, а также марсианская Четвёртая Сьюлин Муа, не одобряющая подобные эксперименты над людьми.

## Отзывы критиков
В рецензии на Publishers Weekly пишется о романе: «Различные научные идеи и элементы триллера успешно вплетены в сюжет, но этот роман в первую очередь о героях. Турк и Лиза, которых вполне могли бы сыграть Богарт и Бэколл, являются хорошо прорисованными персонажами и их активное присутствие в романе делает чудеса. Читатели, незнакомые со „Спином“, могут немного запутаться, но фаны Уилсона будут в восторге.»
Рецензент Гэри К. Вулф (журнал «Локус») отмечает, как сильно в начале сюжет «Оси» перекликается с предыдущим романом, однако здесь различные научные концепции и открытия являются неотъемлемой частью повествования, а не фоном, что было характерной чертой предыдущих романов Уилсона. В сюжете Вулф увидел отголоски романа Старджона «Больше, чем человек», а отчасти и «Конца детства» Кларка.

## Награды
Роман номинировался в 2008 году на Мемориальную премию Джона Кэмпбелла.